# Maria Caroline Charlotte von Ingenheim
Vévodkyně Maria Caroline Charlotte von Spreti, rozená baronka von Ingenheim (2. srpna 1704, Wanfried – 27. května 1749, Mnichov) byla německá dvorní dáma a milenka císaře Karla VII. Bavorského v letech 1719-23.
Byla dcerou barona Daniela von Ingenheima a jeho manželky, princezny Marie Anny Johanny von Hesse-Wanfried.
V roce 1723 byla provdána za hraběte Hieronyma von Spreti a společně měli děti. Po milostném románku s tehdy budoucím císařem Karlem VII. byla po mateřské linii předkem rodu Holnsteinů.